# Cesare Prandelli
Claudio Cesare Prandelli (ˈtʃeːzare pranˈdɛlli), né le 19 août 1957 à Orzinuovi, est un joueur de football italien ayant évolué au poste de milieu de terrain, devenu entraîneur.
Après avoir notamment entrainé la Fiorentina durant cinq saisons, il prend le rênes de la Squadra Azzurra (l'équipe nationale italienne) après la Coupe du monde 2010 en Afrique du Sud, et l'échec de l'équipe de Marcello Lippi (élimination dès le premier tour du tenant du titre).

## Biographie

### Enfance, vie privée et prise de positions
Cesare Prandelli né le 19 août 1957 à Orzinuovi en Lombardie. Son père meurt lorsqu'il a 17 ans.
Il se marie en 1982 avec Manuela Caffi, une jeune-fille originaire du même village. Le footballeur Antonio Cabrini sera notamment témoin à son mariage. Il aura deux enfants de cette union : Nicolò (1984 ; qui deviendra entraîneur sportif pour l'équipe de football de Parme) et Carolina (1987). En 2001, un cancer du sein est diagnostiqué à  Manuela et les problèmes de santé de sa femme auront un impact sur la carrière de Prandelli. Manuela meurt en 2007 de sa maladie.
Prenant parti contre l'homophobie, Prandelli a préfacé le livre Il campione innamorato de Alessandro Cecchi Paone et Flavio Pagano, écrivant notamment : « Dans le monde du football et du sport résiste encore le tabou de l'homosexualité, mais tous les gens devraient vivre librement, selon ses propres désirs et sentiments ».
Il est décrit comme un homme élégant voire dandy et pédagogue et patient.

### Carrière de joueur

#### Cremonese
Prandelli commence à jouer au football dans les équipes de jeunes de l'US Cremonese. Il débute chez les professionnels durant la saison 1974-1975, à 17 ans, en Serie C1. Il restera quatre ans dans le club, remportant au bout de la troisième année, à la fin de la saison 1976-1977, le championnat de Serie C1 et obtenant ainsi la promotion en Serie B. L'expérience avec le club dans l'antichambre de l'élite ne durera qu'un an, l'équipe terminant 18e et retournant immédiatement à l'étage inférieur.

#### Atalanta
Après 88 matches et 4 buts sous le maillot de l'équipe lombarde, il est repéré par l'Atalanta Bergamasca Calcio en Serie A. Prandelli va débuter dans l'élite avec le club bleu et noir, lors de la saison 1978-79, mais l'équipe manquera de peu le maintien : elle terminera 15e et sera reléguée en Serie B. Prandelli joue 27 matches pour 1 but. 

#### Juventus
C'est à partir de la saison 1979-1980 que vont débuter les meilleures heures de sa carrière, lorsqu'il signe dans un club mythique, la Juventus FC. Il restera dans le club pendant six ans, ne réussissant toutefois jamais à véritablement s'imposer. Il jouera en tout 89 matches avec les turinois sans jamais marquer de buts. Il remplira néanmoins son palmarès avec 3 championnats de Serie A, 1 Coupe d'Italie, 1 Ligue des champions de l'UEFA, 1 Coupe d'Europe des vainqueurs de coupe de football et 1 Supercoupe de l'UEFA. 
Le 29 mai 1985, il est témoin du drame du Heysel. Lors de cette période, il est décrit comme quelqu'un que l'on écoute et qui conseille, y compris des joueurs majeurs de l'équipe comme Michel Platini ou Dino Zoff, malgré son statut de remplaçant. Il côtoie l'entraîneur Giovanni Trapattoni, figure respecté du football italien.
Sur l'ensemble de sa carrière de joueur, Prandelli est décrit comme un « joueur modeste ». Platini dira de lui après sa reconversion réussie comme entraîneur, pour plaisanter : « Je ne suis pas étonné qu'il soit devenu un bon entraîneur ; déjà à la Juve, il était habitué au banc de touche ».

#### Atalanta
Il retourne à l'Atalanta Bergamasca Calcio lors de la saison 1985-1986, club avec lequel il terminera sa carrière à la fin de la saison 1989-1990. De 1985 à 1990, toutes en Serie A sauf une, il prendra part à 89 matches et 1 but à la clé.

### Carrière d'entraîneur

#### Atalanta
Il commence sa nouvelle carrière dans l'équipe avec laquelle il avait mis fin à sa carrière de joueur, l'Atalanta Bergamasca Calcio, en 1993. Son envie lui était venue lors de sa dernière saison comme joueur. Il s'occupe initialement des équipes de jeunes, avec qui il remporte le championnat de la catégorie ainsi que le fameux tournoi de Viareggio. Mais en 1994, il débute véritablement chez les professionnels lorsqu'il est appelé à remplacer Francesco Guidolin à la tête de l'équipe première, en très grosse difficulté en championnat. Ne possédant pas encore le diplôme pour entraîner en Serie A, il est chapeauté par Andrea Valdinoci. Le duo d'entraîneur ne pourra toutefois sauver le club, qui finira 17e et sera relégué à la fin de la saison 1993-1994. Cesare Prandelli retourne alors entraîner les jeunes de l'Atalanta pendant trois ans.

#### Lecce
Il devient finalement entraîneur principal lors de la saison 1997-1998, avec l'US Lecce, fraîchement promu en Serie A. Il compte dans ses rangs d'alors le prometteur défenseur français Jean-Pierre Cyprien. Le championnat ne pouvait pas plus mal démarrer pour Prandelli qui encaisse 5 défaites consécutives. L'équipe semble ensuite se redresser, avec notamment une victoire au stade San Siro contre le Milan AC (2-1), retrouvant l'espoir à mi-championnat. L'équipe se renforce au mercato, avec notamment l'arrivée d'Alessandro Iannuzzi et de l'ancienne figure emblématique de l'AS Rome Giuseppe Giannini. Malheureusement pour Prandelli, la sauce ne prend pas et l'équipe n'obtiendra lors de la phase retour que deux victoires et un match nul. Prandelli jette l'éponge à la fin de la 18e journée, avec l'équipe avant-dernière, à 6 points du maintien. Il est remplacé par Angelo Pereni.

#### Hellas Vérone
Il signe pour la saison 1998-1999 à l'Hellas Vérone en Serie B. L'équipe remporte le championnat de Serie B et Prandelli obtient le premier trophée de sa carrière d'entraîneur. Prandelli est maintenu à la tête de l'équipe la saison suivante et obtient une excellente 9e place, aux portes de la zone UEFA.

#### Venise Calcio
Lors de la saison 2000-01, et après deux saisons passées sur le banc de Vérone, Prandelli signe au Venise Calcio, tout juste relégué en Serie B. Grâce à Prandelli, le déclassement ne durera qu'une année : portée par son duo d'attaque Filippo Maniero - Arturo Di Napoli, l'équipe finit 4e au classement avec 5 points d'avance sur l'UC Sampdoria et la meilleure attaque (62 buts marqués). Prandelli reste à Venise la saison suivante mais il ne dure que cinq journées de championnat, ponctuées par autant de défaites. Il est remplacé par le duo Sergio Buso - Giuseppe Iachini.

#### Parme
Au début de la saison 2002-03, il signe au Parme FC. La saison débute par une défaite en Supercoupe d'Italie de football contre la Juventus FC (2-1, doublé d'Alessandro Del Piero et but de Marco Di Vaio qui sera cédé avant la fin de l'été aux rivaux du soir). L'équipe possède dans ses rangs de nombreux jeunes talentueux qui mèneront l'équipe à la cinquième place en championnat, à 4 points de la zone qualificative pour la Ligue des champions de l'UEFA notamment le trio d'attaquant Adrian Mutu - Adriano Leite Ribeiro - Alberto Gilardino. Les deux premiers formeront le duo d'attaque le plus prolifique du championnat avec 33 buts. En Coupe de l'UEFA, l'équipe sera éliminée dès les 32e de finale par les Polonais du Wisła Cracovie (2-1, 1-4). La saison reste néanmoins un succès pour une équipe en devenir.
Cesare Prandelli est ainsi donc confirmé dans ses fonctions pour la saison 2003-04. À l'hiver 2003, c'est la faillite frauduleuse de l'entreprise sponsor et propriétaire du club, la Parmalat, faillite qui deviendra l'un des plus gros scandales de l'industrie italienne. Cette banqueroute mettra en péril l'ensemble du club qui changera de dénomination à la fin de la saison. Ces problèmes économiques vont obliger le club à vendre ses meilleurs joueurs, notamment le retour d'Adriano Leite Ribeiro à l'Inter de Milan lors du mercato d'hiver, permettant ainsi l'éclosion d'Alberto Gilardino (23 buts en 34 matches). Malgré les vents contraires, l'équipe terminera comme la saison précédente à la 5e place du championnat, à un petit point d'une qualification pour la Ligue des champions de l'UEFA. En Coupe de l'UEFA, le Parme FC est stoppé en 16e de finale par les turcs du Gençlerbirliği S.K.. À la fin de la saison, Prandelli quitte le club. Il est remplacé par Silvio Baldini.
Il côtoie à Parme l'entraîneur Arrigo Sacchi, une autre figure respecté du football italien.

#### AS Rome
Auteur d'excellentes performances, il est appelé à diriger l'AS Rome lors de la saison 2004-2005. Il est à l'origine du recrutement de Philippe Mexès en provenance de l'AJ Auxerre.
La femme de Prandelli souffre de plus en plus de sa maladie et il préfère démissionner à peine deux mois après son arrivée pour l'assister dans la maladie. Il n'a pas eu le temps de débuter en championnat avec Rome.

#### Fiorentina
Après une année sabbatique, il s'engage avec l'ACF Fiorentina au début de la saison 2005-06. Il succède à Dino Zoff. L'équipe perd des joueurs importants comme Giorgio Chiellini, Fabrizio Miccoli ou encore Enzo Maresca mais se renforce judicieusement. Viennent se joindre au groupe le buteur Luca Toni, le gardien Sébastien Frey, le milieu de terrain Stefano Fiore, ainsi que des jeunes prometteurs comme Riccardo Montolivo, Giampaolo Pazzini ou encore Alessandro Gamberini. L'équipe fait une excellente entame de championnat, squattant les toutes premières places du classement. Au terme des matches aller, l'équipe se retrouve à la 4e place du championnat avec Luca Toni meilleur buteur avec 16 buts. L'équipe obtient au mercato le renfort du défenseur d'avenir danois Per Kroldrup et du milieu chilien Luis Jiménez. Grâce à un Luca Toni toujours aussi impressionnant (31 buts en championnat et le Soulier d'or en fin de saison) l'équipe toscane résiste au retour de l'AS Rome et décroche la 4e place qualificative à la Ligue des champions de l'UEFA. Mais au début de l'été éclate le scandale des matchs truqués et l'AC Fiorentina est prise dans la tourmente. Il est reproché aux dirigeants toscans d'avoir fait pression sur le corps arbitral la saison précédente afin de maintenir sa place en Serie A. L'équipe est condamnée à 30 points de pénalisation pour la présente saison, ramenant l'équipe à la 9e place, hors de l'Europe. À cela s'ajoute une pénalisation initiale de 19 points (ramenée à 15 en appel) pour la saison 2006-07. Cesare Prandelli recevra toutefois le prix du meilleur entraîneur de Serie A pour la saison 2005-06.
L'équipe recommence le championnat sans Luis Jiménez, Cristian Brocchi ni Stefano Fiore mais obtient le renfort de l'ancien joueur de Prandelli au Parme FC, le roumain Adrian Mutu, mais aussi de Fabio Liverani et Manuele Blasi. L'équipe repart avec ses 15 points de pénalisation et le début de championnat est pour le moins poussif avec 3 défaites et une victoire après les quatre premiers matches de championnat. Puis l'équipe reprend son rythme de croisière et arrive à mi-championnat tout près du milieu de tableau. Renforcée en janvier par l'arrivée du serbe Zdravko Kuzmanović, l'équipe poursuit sa remontée en championnat jusqu'à le conclure à la 6e place, qualificative pour la Coupe de l'UEFA, avec la meilleure défense (31 buts encaissés). Sans la pénalisation, l'AC Fiorentina aurait terminé sur la 3e marche du podium. Prandelli sera une nouvelle fois élu meilleur entraîneur de Serie A pour la saison 2006-07 et prolongera son contrat de 4 ans.
En vue de la saison 2007-08, l'équipe obtient le renfort de Federico Balzaretti, Anthony Vanden Borre, Pablo Osvaldo, Franco Semioli et du vétéran Christian Vieri. Mais elle perd des joueurs fondamentaux, notamment Luca Toni, vendu au Bayern Munich, ainsi que Valeri Bojinov et Manuele Blasi. Les résultats qu'obtient l'équipe lui permet toujours à mi-championnat de postuler pour une place en Ligue des champions de l'UEFA. Durant toute la phase retour, ils lutteront avec le  Milan AC pour la 4e place qualificative pour la Ligue des champions de l'UEFA qu'il obtiendront avec deux points d'avance sur les diables milanais. L'AC Fiorentina retrouve l'élite européenne après 8 années d'absence.
La surprise viendra en Coupe de l'UEFA, où l'équipe obtiendra son meilleur résultat européen. Après avoir fini 2e de son groupe derrière le Villarreal CF, l'AC Fiorentina élimine les norvégiens du Rosenborg BK en 16e de finale (1-0, 2-1), puis les Anglais de l'Everton FC aux tirs au but (2-0,,0-2), avant de sortir en quart de finale les néerlandais du PSV Eindhoven (1-1, 2-0). Favoris pour leur demi-finale contre les Écossais du Rangers FC, l'équipe s'incline pourtant aux tirs au but après deux matches nuls et vierges. Le rêve d'une première finale européenne s'évanouit.
L'équipe se renforce pour la saison 2008-2009 avec l'arrivée de Felipe Melo, Stevan Jovetić et Alberto Gilardino, que Prandelli avait eu sous ses ordres à Parme. A la trêve hivernale, l'équipe est 6e au classement. En Ligue des champions de l'UEFA, le bilan est négatif : elle termine troisième de sa phase de poule derrière le Bayern Munich et l'Olympique lyonnais, et est donc reversée en Coupe de l'UEFA. L'AC Fiorentina y est éliminée dès les 16e de finale par les Néerlandais de l'Ajax Amsterdam (0-1, 1-1). Hors des compétitions européennes, l'équipe peut se concentrer à nouveau sur le championnat, et obtiendra une nouvelle fois la 4e place.
Prandelli est toujours sur le banc de l'AC Fiorentina pour la saison 2009-10. Il y entame sa 5e saison. Il perd Felipe Melo partit à la Juventus FC, Franco Semioli et Zdravko Kuzmanović et se renforce avec Cesare Natali et Cristiano Zanetti. Toujours portée par Adrian Mutu et Alberto Gilardino, l'équipe va voir son parcours en championnat influencé par ses bons résultats en Ligue des champions de l'UEFA. Après avoir sorti le Sporting Clube de Portugal au tour préliminaire (2-2, 3-3), l'équipe accède aux huitièmes de finale en terminant premier de son groupe, devant, notamment, l'Olympique lyonnais et les Anglais du Liverpool FC. L'équipe sera éliminée au tour suivant par le Bayern Munich (1-2, 3-2), non sans démériter, avec le but vainqueur du match aller marqué par Miroslav Klose, en position plus que flagrante de hors-jeu. En championnat, l'équipe paye les efforts fournis en Europe. Après 30 matches, l'équipe n'est que 11e mais à seulement 7 points de la dernière place qualificative en Ligue des champions de l'UEFA.
Pressenti pour prendre les rênes de la Juventus FC pour la saison 2010-11, le club qui a marqué son palmarès, son président, Diego della Valle, a demandé publiquement à Prandelli d'annoncer qu'il n'ira pas entraîner les Turinois la saison prochaine. Cette demande, guère apprécié par l'entraîneur, est le prélude au départ de Prandelli à la fin de la saison. Prandelli va finalement accepter la proposition et quitter l'AC Fiorentina après cinq années pleines d'émotions. Certains tifosis regretteront ce départ un peu en douce, qui a notamment agacé la présidence, mais ils reconnaissent tout le travail accompli durant ses cinq années au club.

#### Équipe d'Italie

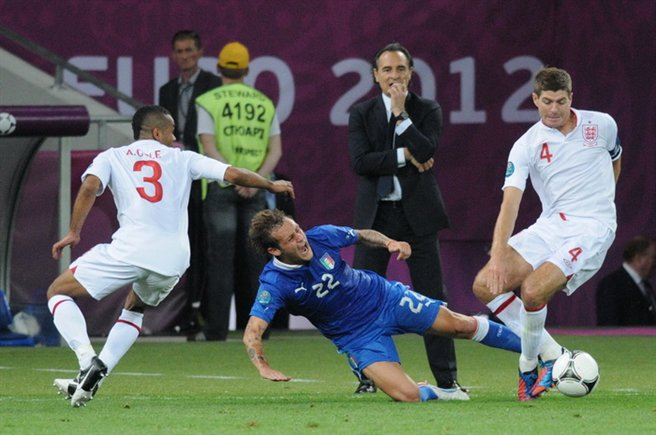
Ashley Cole, Alessandro Diamanti et Steven Gerrard lors du match Italie-Angleterre de l'Euro 2012. Prandelli est en arrière-plan.

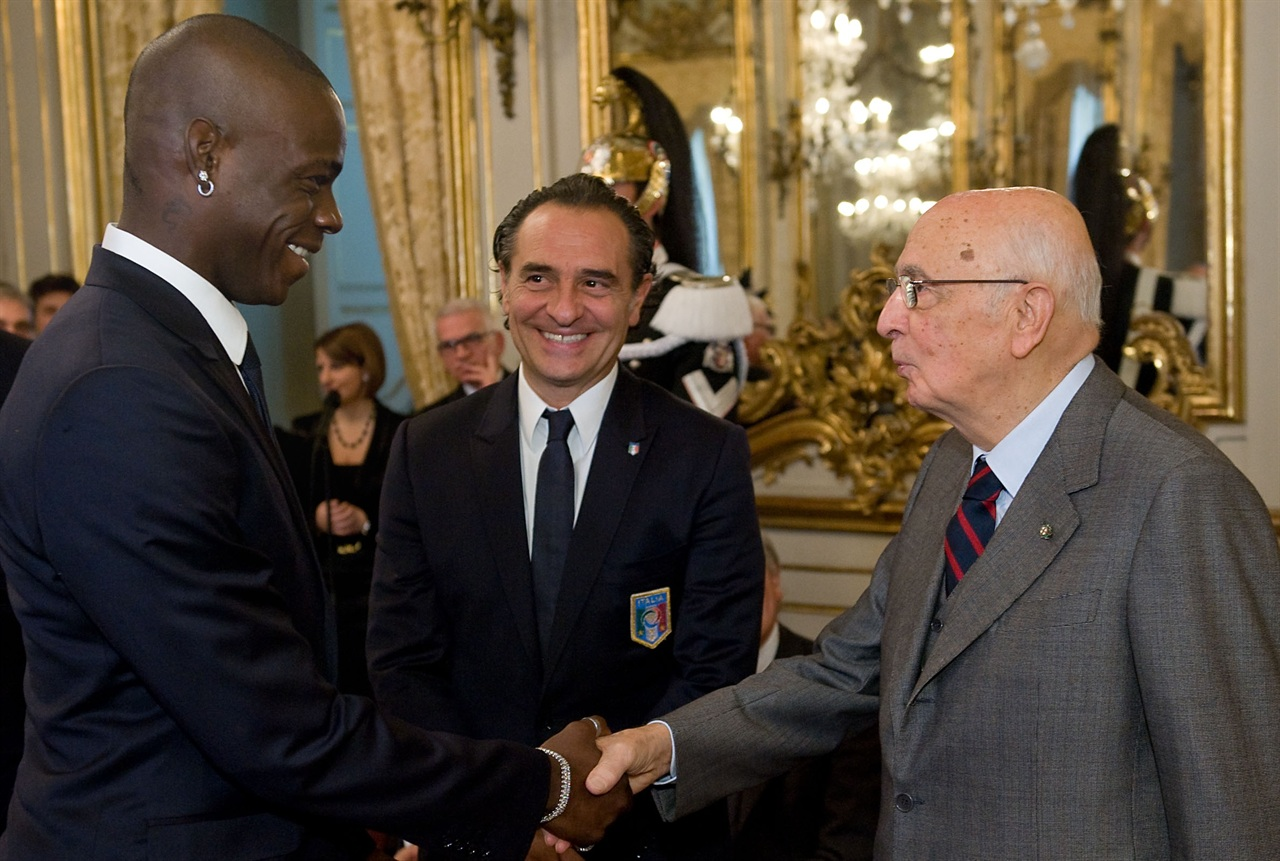
Le président italien Giorgio Napolitano et le footballeur Mario Balotelli devant Cesare Prandelli, 2012.

Prandelli devient sélectionneur de l'équipe nationale italienne après la Coupe du monde 2010 en Afrique du Sud et l'échec de l'équipe de Marcello Lippi (élimination dès le premier tour du tenant du titre). Il impose rapidement son style atypique en déclarant « Les résultats ne sont pas une priorité. Il faut d'abord rapprocher l'équipe des gens ». Le football italien est alors marqué par un scandale de matchs truqués (Calcioscommesse),.
Il insiste pour faire apprendre l'humilité et l'éducation à ses joueurs (visite à la prison de Florence, entraînement sur un terrain appartenant autrefois à la mafia calabraise, déplacement de l'équipe dans toutes les régions du pays),. Il convoque même pour un stage de trois jours Simone Farina afin de le remercier de son honnêteté et de son exemplarité. Ce dernier est un joueur qui a refusé d'être corrompu pour favoriser des paris sportifs et en alertant la police, mettant du coup au jour un vaste réseau de paris clandestins. Pour tous les joueurs sous ses ordres, il impose un comportement exemplaire en expliquant que « le maillot, tu dois le mériter ».
Il mène donc l'équipe lors du Championnat d'Europe 2012. Il doit se passer du défenseur Domenico Criscito, soupçonné dans l'affaire du Calcioscommesse, quelques jours avant le début de la compétition. Prandelli évoque même un retrait de la sélection italienne de l'Euro, mais va bien participer à la compétition.
Durant celle-ci, il adopte un jeu plus offensif que le jeu traditionnellement pratiqué par l'équipe italienne (catennaccio).
L'équipe d'Italie atteint la finale du Championnat d'Europe 2012 et s'incline devant l'équipe d'Espagne.
À la suite de l'échec durant la Coupe du monde 2014 pour se qualifier en huitièmes de finale, Cesare Prandelli annonce en conférence de presse sa démission.
Antonio Conte lui succède à la tête de la Nazionale.

#### Galatasaray SK
Le 7 juillet 2014, le club turc annonce un accord avec Cesare Prandelli, pour deux ans.
Lors de la Supercoupe de Turquie, Galatasaray SK affronte Fenerbahçe, l'éternel rival. Après s'être neutralisé (0-0), Prandelli et ses hommes ont perdu la rencontre et ont ainsi laissé filer la coupe aux tirs au but.
Cesare Prandelli est démis de ses fonctions le 28 novembre 2014, à la suite de sa défaite face à Anderlecht à l'extérieur (2-0) en Ligue des champions[réf. nécessaire]. En 5 matchs de Ligue des champions, l'entraîneur a perdu 4 fois et a fait un nul avec une différence de but de -12 buts[réf. nécessaire].

#### Valence CF
Le 29 septembre 2016, il devient entraîneur du Valence CF avant de démissionner le 30 décembre suivant. Il est remplacé par Voro.

#### Émirats et retour en Italie
Après un court passage à Al-Nasr, Prandelli est démis de ses fonctions en janvier 2018. Le 7 décembre 2018, il prend les commandes du Genoa.

## Carrière

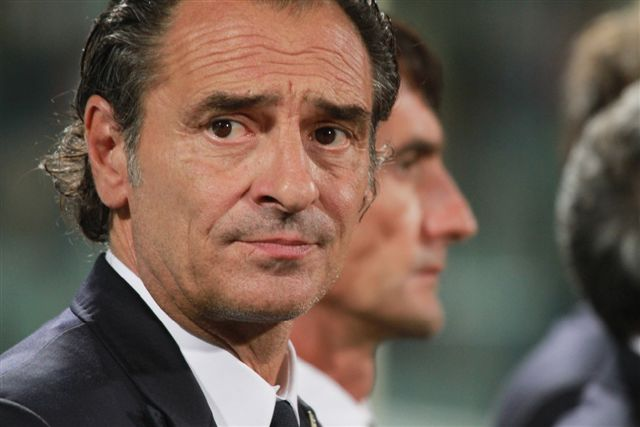
Cesare Prandelli, 2012.

## Palmarès

### Joueur
- Champion de Serie C1 italienne en 1977 avec l'US Cremonese
- Scudetto en 1981, en 1982 et en 1984 avec la Juventus
- Coppa Italia en 1983 avec la Juventus
- Coupe des Coupes en 1984 avec la Juventus
- Ligue des champions en 1985 avec la Juventus
- Supercoupe de l'UEFA en 1985 avec la Juventus
- Coupe intercontinentale en 1985 avec la Juventus

### Entraîneur
- Champion de Serie B italienne en 1999 avec l'Hellas Vérone
- Finaliste de l'Euro 2012